# Vittoria Ceretti
Vittoria Ceretti (Brescia, 7 giugno 1998) è una supermodella italiana.

## Biografia
Vittoria Ceretti nasce il 7 giugno 1998 a Brescia in Lombardia, figlia di Giuseppe Ceretti, proprietario di un'azienda di pavimenti, e Francesca Lazzari, casalinga. Cresce coi genitori e il fratello Guglielmo nella frazione di Inzino, a Gardone Val Trompia. Inizia la sua carriera partecipando al concorso Elite Model look nel 2012. Il suo esordio sulle passerelle è con Dolce & Gabbana (Collezione Primavera/Estate 2014). Ha al suo attivo centinaia di sfilate tra New York, Londra, Milano e Parigi per i più importanti marchi come: Chanel, Proenza Schouler, Michael Kors, Anna Sui, Tommy Hilfiger, Tom Ford, Marc Jacobs, J.W Anderson, Burberry, Versace, Etro, Salvatore Ferragamo, Roberto Cavalli, Dior, Valentino, Louis Vuitton, Azzedine Alaïa, Hermès, Lanvin, Miu Miu, YSL e Givenchy.
Nel 2014 viene scelta da Dolce & Gabbana come protagonista sia della campagna Autunno/Inverno sia di quella Beauty, e riconfermata nel 2015 e 2016. Nel 2015 viene scelta come volto della campagna Autunno/Inverno di Giorgio Armani. Nel mese di settembre del 2015 entra tra le #TOP50 di models.com. Nel luglio 2016 appare sulla cover di Vogue Italia realizzata da Steven Meisel. Sempre nel 2016 è il volto della campagna make up di Armani, scatta con Steven Meisel la campagna di Prada e quella di Givenchy firmata da Mert Alas & Marcus Piggott. Nel 2017 è Model of the Year 2017 per l'annuale Readers' Choice Awards di models.com e compare accanto a Irina Shayk, Julia Nobis, Carolyn Murphy e Raquel Zimmermann, nella campagna pubblicitaria Primavera/Estate di Alberta Ferretti, realizzata dal fotografo statunitense Steven Meisel.
Nello stesso anno viene scelta come protagonista della campagna Primavera/Estate 2017 di Alexander McQueen realizzata da Jamie Hawkesworth, viene immortalata insieme a Gigi Hadid e Bella Hadid nella campagna pubblicitaria Fendi (P/E 2017). Givenchy la riconferma volto per la P/E 2017 insieme ad altre modelle e compare anche nella campagna Bottega Veneta P/E 2017.
Sempre nel 2017 appare in copertina di Vogue Giappone in febbraio, ottiene la cover di marzo di Vogue America e in maggio quella di Vogue Francia realizzate rispettivamente da Inez & Vinoodh e Mario Testino. Compare anche sulla copertina dell'edizione Primavera/Estate 2017 di The Last Magazine, sulla cover di settembre di Vogue Italia firmata da Mert Alas & Marcus Piggott e quella di novembre di Vogue Germany firmata da Luigi & Iango. Ritorna in copertina per Vogue Giappone (numero di Settembre 2017) insieme a Doutzen Kroes, Anna Ewers, Joan Smalls, Lara Stone e Natasha Poly fotografata dal duo Luigi & Iango. Nel 2017 viene anche scelta come testimonial della campagna A/I 2017/18 della maison Versace scattata da Bruce Weber, accanto alle modelle Gigi Hadid, Mica Arganaraz e Taylor Hill.
Nel 2018 ottiene la copertina di Vogue Inghilterra (maggio) sotto la direzione del nuovo editor in chief Edward Enninful. Il numero, realizzato da Craig McDean, ritrae Ceretti e altre otto modelle come nuove protagoniste della scena internazionale della moda. 
Tra le ultime campagne 2018 per le quali ha posato: Tiffany & Co. "All You Need is Love Fragrance 2018" (fotografo: Steven Meisel), Proenza Schouler "Arizona Fragrance" (fotografo: Tylor Lebon), Fendi SS2018 (fotografo: Karl Lagerfeld), Zara SS2018 (fotografo: Steven Meisel), Versace FW2018, Moschino FW2018, Chanel Beauty SS2018, Chanel make up SS2018, Alberta Ferretti (fotografo: Mario Sorrenti), Alexander McQueen FW2018 e Bottega Veneta SS2018 (fotografo: Maxime Poiblanc).
Il 22 febbraio 2021 viene annunciata ufficialmente come co-conduttrice della terza serata della 71ª edizione del Festival di Sanremo, affiancando Amadeus e Fiorello.

## Vita privata
Il 1º giugno 2020 si è sposata a Ibiza con il DJ Matteo Milleri, nato a New York nel 1988 e conosciuto come Anyma nel duo Tale Of Us, dal quale si è separata nel 2023.
Dal 2023 ha una relazione con l’attore Leonardo DiCaprio.

## Programmi televisivi
- 71º Festival di Sanremo (Rai 1, 2021) - co-conduttrice

## Agenzie
- Elite Model Management - Milano, Parigi, Londra, Barcellona, Amsterdam, Copenaghen
- The Society Management - New York

## Campagne pubblicitarie
- Alberta Ferretti P/E (2017-2018;2020-2021)
- Alexander McQueen P/E (2017) A/I (2018)
- Bottega Veneta P/E (2017-2018)
- Calvin Klein Eyewear (2025)
- C&A P/E (2016)
- Chanel (Pre-Fall 2017) A/I (2018-2019) P/E (2019)
- Chanel beauty (2017-2020, 2023-2025)
- Chaos (2016)
- Dolce&Gabbana A/I (2014-2015) P/E (2015)
- Dolce&Gabbana Light Blu fragrance (2025-presente)
- Dolce&Gabbana make-up (2014-2017)
- Emilio Pucci A/I (2022)
- Emporio Armani P/E (2015)
- Fendi P/E (2017;2022) A/I (2018)
- Giorgio Armani A/I (2015)
- Giorgio Armani make-up (2016)
- Givenchy A/I (2016/17) P/E (2017)
- Gucci A/I (2023)
- H&M x Moschino (2018)
- Isabel Marant A/I (2018)
- Lanvin A/I (2017)
- Loewe P/E (2021)
- Louis Vuitton Alma (2021)
- Mango P/E (2020)
- Max Mara P/E (2022;2025)
- Michael Kors A/I (2023)
- Moschino A/I (2018) P/E (2019)
- Pandora (2025)
- Prada "Charmed" Pre-Fall (2016) A/I (2016)
- Ports 1961 A/I (2022)
- Proenza Schouler Arizona Fragrance (2018)
- Ralph Lauren Iconic Style (2016) P/E (2017)
- Tiffany & Co. profumo (2017-2018)
- Tiffany T Holiday (2019)
- Tod's P/E (2019)
- Toteme P/E (2022)
- Valentino A/I (2018)
- Versace A/I (2017-2018) P/E (2018-2019)
- Yves Saint Laurent #YSL03 by Anthony Vaccarello (2016)
- Zara P/E (2017-2019) A/I (2017;2019)
- Zara 50th Anniversary 50 Years 50 Icons (2025)